# 長浜市立虎姫学園
長浜市立虎姫学園（ながはましりつ とらひめがくえん）は、滋賀県長浜市にある市立義務教育学校。2020年度（令和2年度）に開校した滋賀県で2校目の義務教育学校（小中一貫校）である。

## 沿革
2020年（令和2年）4月1日、長浜市立虎姫小学校と長浜市立虎姫中学校が統合され、長浜市立虎姫学園が開校した。

### 年表
- 2020年（令和2年）4月1日 - 開校

## 教育目標
- 「共に生き 高め合い 未来を拓く子の育成」[1]

## 学校行事
- 4月 1学期始業式・入学式
- 5月
- 6月
- 7月 1学期終業式
- 8月
- 9月 2学期始業式
- 10月
- 11月
- 12月 2学期終業式
- 1月 3学期始業式
- 2月
- 3月 卒業式・3学期終業式

## 通学区域
- 長浜市
  - 旧・虎姫町全域